# 阿格狄斯提斯
阿格狄斯提斯（英語：Agdistis）。古希腊神话古罗马神话神祇之一。为拥有男性和女性的性器官的双性神灵。亦最终导致其毁灭。其事迹反映于相关古典作家之著述，长期成为论者之讨论对象，具有重大地宗教影响与历史意义。